# Bitry (Oise)
Bitry é uma comuna francesa na região administrativa de Altos da França, no departamento de Oise. Estende-se por uma área de 6,61 km². Em 2010 a comuna tinha 328 habitantes (densidade: 49,6 hab./km²).